# Naruto
Naruto je manga koju je napisao i ilustrovao Masaši Kišimoto. Glavni lik je Naruto Uzumaki, bučan, hiperaktivan adolescentan nindža koji želi da postane snažan i poštovan Hokage, vođa Sela skrivenog u lišću. Priča je podeljena na dva dela, prvi deo prati Naruta od 11-12 godina, dok drugi pokriva njega kao tinejdžera. Manga je nastala po uzoru na dve Kišimotove kratke priče: Karakuri (1995) — zbog koje je Kišimoto 1996. godine dobio počasnu nagradu na takmičenju za Hop Step Award — i Naruto (1997).
Naruto je izdavala kuća Šueiša u svom časopisu Weekly Shōnen Jump od 1999. do 2014. godine. Poglavlja su kasnije sakupljena u 72 tankobon toma. 
Manga je adaptirana u anime u produkciji studija Pierrot i Aniplex. Prvi deo je adaptiran u 220 epizoda i emitovao se na japanskoj televiziji od 2002. do 2007. godine. Drugi deo priče, nazvan Naruto: Šipuden, emitovao se od 2007. do 2017. godine i imao je ukupno 500 epizoda. Naruto je takođe proizveo jedanaest animiranih filmova i dvanaest originalnih video animacija (OVA). Takođe postoje mnogi lajt romani, video igrice i kartice na razmenjivanje ovog naslova. 
U Srbiji, izdavačka kuća Darkvud prevodi Naruto mangu od 2013. godine. U Srbiji, Crnoj Gori, Bosni i Hercegovini i Severnoj Makedoniji prvih 6 sezona, odnosno 156 epizoda anime serije je emitovano od 2008. do 2013. godine na TV Ultra. Sinhronizaciju na srpski jezik je radio studio Laudvorks. Naruto se takođe emituje od 22. decembra 2020. na Deksi TV.

## Priča

### Prvi deo
Dvanaest godina pre početka priče, Devetorepa lisica zvana Kjubi napada Selo skrivenog u lišću (Konohagakure). Kako bi zaštitio svoj narod, četvrti Hokage, pečati lisicu u tek rođenog dečaka, žrtvujući sebe u procesu. To dete je bio upravo glavni junak serije, Naruto Uzumaki. Svi u selu su slavili četvrtog Hokagea kao heroja, ali ne i Naruta, tretirajući ga kao da je čudovište.
Treći Hokage koji je morao da se vrati iz penzije, brinuo se o Narutu koliko je mogao, ali uprkos njegovim naporima, selo nije htelo da prihvati dečaka. Naruto je zbog želje da bude prihvaćen, ili barem primećen, stalno pravio smicalice i lupao šale. Mučio se i u školi, jedva uspevajući da diplomira. Ovladao je nepohodnom tehnikom Klona Senke kada je morao da spasi Iruku svog učitelja, od odbeglog nindže Mizukija. Tek nakon tog incidenta  shvata da ipak postoji osoba koja brine o njemu, a to je njegov učitelj Iruka. Kada je konačno diplomirao na Nindža Akademiji, Naruto upoznaje puno prijatelja i on sebi određuje jedan cilj: da postane najbolji nindža, da postane Hokage.
Narutovi prvi prijatelji su Saske Učiha i Sakura Haruno, dvoje tinejdžera koji su uvršteni sa Narutom u tim od tri člana pod vođstvom iskusnog učitelja Kakašija Hatakea. Naruto je u toku Čunin ispita stekao još mnogo prijatelja, koji će mu pomoći da ostvari svoj san. 
Naravno, kako to uvek biva, sukobljavaju se dobro i zlo. Nekoliko negativaca dolaze do izražaja, kao što su to Zabuza Momoči i Haku. Kasnije, tokom Čunin Ispita, pojavljuje se i jedan od glavnih negativaca u prvom delu: Oročimaru. Naruto otkriva da je on nestali nindža S-ranka i da je na vrhu liste traženih u Konohi. Kasnije se pojavljuje misteriozna organizacija Akacuki kojoj je glavni cilj da uhvati Naruta i Devetorepu Lisicu koja se nalazi u njemu.
Najvažniji trenutak u seriji je Saskeov odlazak iz Konohe. Stalno razmišljanje o svom bratu i Narutovo brzo napredovanje uticali su na njega da ode da trenira kod Oročimarua. Saskea su na putu čuvali Oročimaruovi pomoćnici Zvučna Četvorka. Naruto, Kiba, Nedži, Čodži i Šikamaru su pokušali da ih zaustave, ali bezuspešno. U pomoć su im došli Gara, Temari i Kankuro. Naruto je bio jedini koji je uspeo da stigne do Saskea, ali je on odbio da se vrati u Konohu, pa je Naruto bio primoran da se bori protiv svog najboljeg prijatelja. Međutim, on gubi i Saske odlazi.
Poražen, Naruto se vraća u Konohu, ali obećava Sakuri da će jednog dana vratiti Saskea i da će sve biti kao nekad.
Naruto i Sakura dobijaju nove učitelje. Naruta trenira Džiraja, a Sakuru trenira Cunade. Džiraja i Cunade takođe imaju titulu Legendarnih Sanina, kao i Oročimaru. Njih troje su kao tinejdžeri trenirali zajedno, a njihov učitelj je bio treći Hokage. Tri meseca nakon borbe sa Saskeom, Džiraja odvodi Naruta daleko od civilizacije kako bi ga trenirao.

### Drugi deo (Naruto: Šipuden)
Naruto: Šipuden, prati Naruta kao petnaestogodišnjaka, gde se on posle dve i po godine treniranja sa Džirajom, vraća u Konohu, spreman za obračun sa grupom Akacuki. Na početku ima zadatak da spasi vođu Sunagakurea, Kazekagea, i svog prijatelja Garu. Obračunava se sa članovima grupe Akacuki po imenu Deidara i Sasori. Nakon uspešnog završetka misije njegov tim, Tim Kakaši, dobija nove članove. Umesto Kakašija koji je povređen dolazi ANBU operativac Jamato, a umesto Sasukea dolazi takođe ANBU operativac Sai. 
Novi tim Kakaši dobija misiju da vrati Saskea. Naruto i Sakura nakon dve i po godine ponovo sreću svog odbeglog prijatelja, ali ne uspevaju da ga vrate. Nakon toga ponovo se obračunavaju sa grupom Akacuki, sada sa Hidanom i Kakuzuom. Naruto tada uči jednu od najjačih tehnika: Fuuton: Rasen Shuriken.
Saske uništava Oročimarua i osniva sopstveni četvoročlani tim u kome se nalaze on, Suigecu, Karin i Džugo. Naziva tim Hebi i kao cilj mu postavlja eliminisanje Itačija, svog brata. Saske uspeva da dobije šta je želeo, ali tada mu se u život meša Tobi. On nagovara Saskea da se pridruži grupi Akacuki. Saske pristaje i menja ime tima u Taka.
Kao prvi zadatak dobijaju da zarobe Hačibija (osmorepog bika-hobotnicu), odnosno njegovog vlasnika, Kilera Bija. Nakon teške bitke Saskeov tim pobeđuje, ali ispostavija se da je to lažnjak. Nakon toga, Tim Taka napušta Akacukije. Akacuki potom zarobljava Rokubija (šestorepog crva), i ostala čudovišta, sem Narutovog i Kiler Bijevog. 
Svet ubrzo obuzima Četvrti nindža rat, u kome mnoge nindže gube svoj život. Saske i Naruto se ponovo bore, ali Naruto ovaj put pobeđuje. Posle rata Kakaši Hatake postaje Hokage, a kasnije ga zamenjuje Naruto, koji je na kraju oženio Hinatu.
Nastavak serije prati Narutovog i Hinatinog sina, Boruta.

## Stvaranje

### Razvoj
Izdavačka kuća Šueiša je 1995. godine objavila Kišimotov kratki rad (one-shot) zvani Karakuri, koji je naredne godine dobio priznanje na njihovom takmičenju Hop Step Award. Kišimoto nije bio zadovoljan nacrtom za nastavak priče, pa je odlučio da radi na drugom projektu. U tom novom radu, Naruto je trebalo da bude kuvar, ali ta ideja nikada nije rodila plodom. Kišimoto je hteo da Naruto bude dete koje može da se pretvori u lisicu, pa je tu ideju pretvorio u kratku priču zvanu Naruto. Ovaj rad je bio objavljen 1997. godine u letnjem izdanju časopisa . Iako je priča imala pozitivan prijem, Kišimoto nije bio zadovoljan, pa je preradio rad i napravio ga da bude o nindžama.
Prvih osam poglavlja Naruta bila su isplanirana pre nego što su se pojavila u časopisu Weekly Shōnen Jump, i sadržala su detaljne ilustracije sela Konoha. Kada je manga počela da se objavljuje, fokus je prebačen na likove. Kišimoto se bojao da je motiv čakre (energija koja se koristi u Narutu) previše japanski, ali je ujedno verovao da će svi uživati u priči. Kišimoto je fan Godzile, pa je u želji da crta čudovišta ubacio repate zveri u priču. Za tematiku prvog dela mange, Kišimoto je rekao da je želeo da pokaže kako bi trebalo da prihvatimo jedni druge, koristeći Narutovo sazrevanje kao primer.
U drugom delu mange, trudio se da crteži i priča budu laki za praćenje, rekavši da želi da izbegne „preterani manga stil“. Rekao je za svoj stil da je prešao iz „klasičnog manga stila u nešto realističnije“. Pošto je želeo da Saskeova potraga za Itačijem bude gotova u okviru jednog toma, Kišimoto je u 43. tomu stavio više poglavlja nego obično, zbog čega se kasnije izvinio fanovima što je 43. tom bio skuplji od ostalih.

### Likovi
Nakon što je osmislio Naruta, Kišimoto se okrenuo ka drugim šonen mangama za inspiraciju i trudio se da napravi jedinstvene likove i priču baziranu na japanskoj kulturi. Podelio je likove po timovima jer je želeo da svaka grupa ima svoj šmek. Svakom liku je dao talenat za jednu veštinu, i potpuno ih operisao od drugih. Mučio se sa romantičnim scenama, ali se potrudio da ih što više ubaci u drugom delu, počevši od 28. toma. Dodao je zlikovce u priču kako bi pokazao kontrast između njihovih morala i morala glavnih likova. Pošto su mlađi likovi bili mnogo slabiji od zlikovaca, Kišimoto je posle određenog vremena preskočio par godina i nastavio priču kada su likovi stariji i jači.

### Svet
Znakovi koje likovi prave rukama su bazirani na kineskom horoskopu koji ima dugu tradiciju u Japanu. Kada je smišljao svet u kome će se održati priča, Kišimoto se dosta fokusirao na dizajn sela Konoha. Rekao je da je ideja za selo došla „spontano i podsvesno,“ ali i da je okruženje bazirano na njegovom rodnom mestu, Okajami. Nije odredio u kom vremenskom periodu se priča odvija, pa je mogao da doda moderne elemente kao što su supermarketi. Hteo ja da doda i automobile, avione i starije kompjutere, ali je odlučio da priča neće imati vozila i projektile.

### Kraj
Kada je manga počela sa serijalizacijom, Kišimoto je odlučio da će kraj priče sadržati borbu između Naruta i Saskea. Međutim, smatrao je da njih dvojica nisu jednaki; Naruto nije žrtva rata kao Saske kome je ceo klan ubijen kako bi se zaustavio potencijalni građanski rat. Nagatova saga je bila osnova za kraj priče. Nagato je bio žrtva rata i ubio je Narutovog mentora, Džiraju. Naruto je zbog toga spoznao strah koji rat donosi, i to ga je spremilo za Četvrti nindža rat. Naruto je na kraju oprostio Saskeu, isto kao što je oprostio Nagatu.
Kišimoto je skoro od samog početka znao da će Hinata biti Narutova devojka/žena, jer mu se ona oduvek divila i poštovala ga. Kada se lik Hinate prvi put pojavio u mangi, Kišimoto je razmišljao da doda još ljubavnih veza u priču, ali je odlučio da to ostavi za The Last: Naruto the Movie, poslednji Naruto film iz 2014. godine na kome je radio sa piscem Maruom Kjozukom, koji je više upoznat sa pisanjem ljubavnih scena. Slično tome, Narutov odnos sa Borutom, njegovim sinom, ostavljen je za film Boruto: Naruto the Movie iz 2015. godine. Narutovo sazrevanje je takođe završeno u tom filmu, kao i na samom kraju mange.

## Franšiza

### Manga
Naruto se objavljivao u časopisu Weekly Shōnen Jump izdvačke kuće Šueiša od 21. septembra 1999, do 10. novembra 2014. godine. Poglavlja su kasnije sakupljena u 72 tankobon toma — 27 tomova činio je prvi deo, a ostatak drugi deo. Prvi deo se sastoji od 238 poglavlja, i prati prvi deo Narutove priče. Poglavlja 239 do 244 su gaiden (sporedne priče), i fokusiraju se na Kakašijevu prošlost. Ostala poglavlja (245-700) pripadaju drugom delu, i prate Naruta dve, do dve i po godine nakon završetka prvog dela. Prvi tankobon je objavljen 3. marta 2000. godine. Šueiša je takođe objavila mange bazirane na Naruto filmovima, i to na sajtu Manga Capsule. Mini-serija zvana Naruto: The Seventh Hokage and the Scarlet Spring, koja prati decu likova, objavljivala se od 27. aprila, do 6. jula 2015. godine.
Franšiza je licencirana u 90 država, i serijalizovana u 35. Prevedena je na engleski (Viz Media za Ameriku, Madman Entertainment za Australiju i Novi Zeland) nemački i danski (Carlsen Comics), francuski i holandski (Kana), poljski (Japonica Polonica Fantastica), ruski (Comix-ART),, finski (Sangatsu Manga), švedski (Bonnier Carlsen) i italijanski (Panini Comics) jezik.
U Srbiji, izdavačka kuća Darkvud prevodi Naruta od 2013. godine, što je čini njihovom prvom mangom. Trenutno je prevedeno 33 toma; prvi je izašao 15. oktobra 2013. godine.

#### Spinofi
Kendži Taira je autor humorističkog stripa  koji prati Rok Lija, lika koji želi da bude moćan nindža uprkos tome što nema magične džucu sposobnosti. Mangu je serijalizovala izdavačka kuća Šueiša u časopisu Saikyō Jump, od 3. decembra 2010, do 4. jula 2014. godine. Kasnije je adaptirana u anime seriju, u produkciji studija  Pierrot. Emitovala se na japanskom kanalu TV Tokyo od 3. aprila 2012, do 26. marta 2013. godine, sa ukupno 51 epizodom. Taira je takođe autor stripa  koji prati Saskea Učihu. Strip se objavljivao od 3. oktobra 2014, do 1. aprila 2017. godine u istom časopisu kao manga o Rok Liju.
Od 2016. godine, u časopisu Weekly Shōnen Jump, na mesečnoj bazi se objavljuje nastavak serije, Boruto: Naruto Next Generations. Mangu ilustruje Mikio Ikemoto, a piše Ukjo Kodači, ali pod Kišimotovim nadzorom. Ikemoto je bio Kišimotovo glavni asistent na Narutu, a Kodači je zajedno sa njim radio na scenariju za film Boruto: Naruto the Movie. Pre nego što je manga počela da se izdaje, objavljena je kratka priča koju je napisao Kišimoto. Izdavačka kuća je pitala Kišimotoa da napiše nastavak Naruta, ali je on tu odgovornost ponudio Mikju i Ukju.

### Anime

#### Prvi deo
Anime adaptaciju Naruta je režirao Hajato Date, a animirao studio . Serija se emitovala na japanskom kanalu TV Tokyo od 3. oktobra 2002, do 8. februara 2007. godine, sa ukupno 220 epizoda. Prvih 135 epizoda pokrivaju prvi deo. Završetkom toga dela priče, anime se odmah prebacio na filere tj. dodavane su epizode koje se ne pojavljuju u mangi. Većina filera su priče same za sebe, a neke od njih se protežu i na nekoliko epizoda. Kišimoto je lično zatražio da Tecuja Nišio bude karakter dizajner za anime adaptaciju. Serija je reprizirana od 29. aprila 2009. godine, i izlazila je svake srede i četvrtka (sve do septembra iste godine kada je prešla samo na sredu). Ova verzija, zvana Naruto: Shōnen Hen, imala je kvalitetniju sliku i nove 2D i 3D efekte. Epizode su prodavane na kasetama, DVD-jevima, i u setovima.
U Srbiji, Crnoj Gori, Bosni i Hercegovini i Severnoj Makedoniji prvih 6 sezona anime serije je emitovano od 2008. do 2013. godine na TV Ultra. Prevedeno je samo šest sezona (156 epizoda). Sinhronizaciju na srpski jezik je radio studio Laudvorks. Naruto se takođe emituje od 22. decembra 2020. na Deksi TV. Anime je postigao veliku popularnost na Balkanu. Pored DVD-jeva, kompanija Luksor izdala je i brojne časopise i albume sa sličicama.

#### Drugi deo (Naruto: Šipuden)
Nakon što se anime vratio u deo prilagođen mangi, preimenovan je u Naruto: Šipuden (jap.  疾風伝, Naruto Shippūden, prim. prev. „Naruto Hronike Uragana”). Nastavak, koji pokriva drugi deo mange, takođe je režirao Hajato Date i animirao studio . Serija se emitovala na japanskom kanalu TV Tokyo od 15. februara 2007, do 23. marta 2017. godine, sa ukupno 500 epizoda. TV Tokyo je 8. januara 2009. godine strimovao epizode na internetu, i svaka epizoda je izlazila nekoliko sati nakon premijere i to sa engleskim titlom.
Serija se u Japanu prodavala na DVD-jevima, sa četiri do pet epizoda po disku. Četiri DVD izdanja su podeljena po sagama. Sedmi DVD sa kompilacijama je imao bonus sadržaj (Hurricane! "Konoha Academy" Chronicles). Epizode sa Kakašijevom prošlošću (Kakashi Chronicles: Boys' Life on the Battlefield; ep. 119-120) su emitovane 16. decembra 2009. godine.
Za razliku od prvog dela, Naruto: Šipuden nije emitovan u Srbiji.

#### Filmovi
Anime je adaptiran u jedanaest filmova, tri za prvi deo, osam za drugi deo, uključujući jedan sa Borutom. Serija takođe ima dvanaest originalnih video animacija (OVA). Jula 2015. godine, objavljeno je da Lionsgate u saradnji sa producentom Avijem Aradom planira da napravi igrani film ove franšize. Režiser bi trebalo da bude Majk Grejsi, scenarista Džonatan Levin, a producent pomenuti Avi Arad, kao i Brejdi Fuđivaka i Džejms Majers. Kišimoto je 17. decembra 2016. rekao da ga je filmska produkcija pitala da im pomogne oko stvaranja filma.

### Romani
U Japanu postoji dvadeset i šest lajt romana baziranih na priči iz Naruta. Autor prvih devet je Masatoši Kusakabe, od kojih su dve prevedene na engleski jezik. Prvi roman, Naruto: Innocent Heart, Demonic Blood (2002), prati sagu sa Zabuzom i Haku. Drugi roman, Naruto: Mission: Protect the Waterfall Village! (2003) je baziran na jednoj od originalnih video animacija. Viz Media, kompanija koja je prevela Naruto mangu i anime na engleski, takođe je izdala knjige od 16 poglavlja autora Trejsi Vest. Ove knjige imaju ilustracije iz mange, ali za razliku od originala, pravljene su za decu uzrasta od sedam do deset godina.
Postoji takođe trinaest originalnih romana. Prvih jedanaest su deo serije, dok su ostale dve priče same za sebe. Prvi od ta dva romana, zvan Naruto: Tales of a Gutsy Ninja (2009) predstavlja priču koju je napisao Narutov učitelj, Džiraja. Radnja prati fiktivnog nindžu zvanog Naruto Musasabi. Drugi samostalni roman, Naruto Jinraiden: The Day the Wolf Howled (2012) predstavlja priču nastalu nakon Saskeove i Itačijeve borbe.
Tri romana iz 2015. godine, dva zvana Itachi Shinden i jedan Sasuke Shinden, pojavili su se i anime seriji Naruto: Šipuden. Epizode su emitovane 2016. godine pod nazivom Naruto Shippūden: Itachi's Story - Light and Darkness (ep. 451–458) i Book of Sunrise (ep. 484–488). Serija od šest romana, zvana Hiden, objavljena je 2015. godine i prati različite likove nakon završetka mange.

### Muzika
Muziku prve serije komponovao je Tošio Macuda. Prva kolekcija, Naruto Original Soundtrack, objavljena je 3. aprila 2003. godine i sadrži 22 pesme iz prve sezone. Nakon toga, 18. marta 2004, izašla je kolekcija Naruto Original Soundtrack II koja ima 19 pesama. Treća kolekcija, Naruto Original Soundtrack III objavljena je 27. aprila 2005. godine i ima 23 kompozicije. Dve kolekcije koje sadrže sve uvodne i odjavne špice (Naruto: Best Hit Collection i Naruto: Best Hit Collection II) objavljene su 17. novembra 2004, i 2. avgusta 2006. godine. Osam kompozicija iz serije je 19. decembra 2007. godine objavljeno na CD-u pod nazivom . Kompozicije iz prva tri filma su bile dostupne otprilike kada i filmovi. CD sa kompozicijama Naruto Shōnen Hen-a objavljen je 12. oktobra 2011. godine. Postoje i mnogi CD-ovi sa glasovnim glumcima.
Muziku za Naruto: Šipuden komponovao je Jasuharu Takanaši. Postoje tri kolekcije, Naruto Shippūden Original Soundtrack I, II, i III objavljene 2007, 2009. i 2016. godine. Naruto All Stars, kolekcija objavljena 2008. godine, sadrži deset originalnih Naruto pesama koje tumače glasovni glumci iz serije. Deset kompozicija iz oba dela su 2008. godine sakupljene u DVD set pod nazivom . Kompozicije iz Šipuden filmova su takođe puštene na tržište (prva kolekcija je izašla 2007. godine).

### Video igre
Kompanije Nintendo, Sony i Microsoft su proizvele mnoge igrice ove franšize. Većina njih su borilačke igrice u kojima igrač kontroliše likove iz Naruta. Igrači se mogu boriti protiv drugih igrača ili kompjutera. Prva Naruto igrica koja je u Japanu izašla na tržište 27. marta 2003. godine je Naruto: Konoha Ninpōchō (za konzolu WonderSwan Color). Većina igrica ove franšize imaju samo japansko izdanje. Prvi naslovi koji su prodavani u inostranstvu su Naruto: Clash of Ninja i Naruto: Ninja Council. Marta 2021. godine, kompanija Namco Bandai je objavila da je prodato preko 20.8 miliona kopija serije igrica Naruto: Ultimate Ninja Storm.

### Artbukovi i vodiči
Postoje tri knjige sa ilustracijama, odnosno artbukova, ove franšize. Prve dve, Art Collection: Uzumaki i Illustration Collection: Naruto, objavljene su u Japanu 2004. i 2009. godine, a u Severnoj Americi 2007. i 2010. godine. Treći artbuk, Illustration Collection: Naruto Uzumaki, objavljen je 2015. godine u Japanu i Severnoj Americi. Sadrži ilustracije koje su bile na naslovim stranama časopisa Shonen Jump. Nema nikakav tekst, osim par Kišimotovih komentara. Interaktivna bojanka, Paint Jump: Art of Naruto, izdata je 2008. godine. Posetioci Naruto izložbe koja se održala 25. aprila 2015. u Muzeju Mori dobili su Kišimotov artbuk Naruto Exhibition Official Guest Book.
Postoje četiri vodiča. Prva dva pokrivaju prvi deo mange, i objavljena su 2002. i 2005. godine; a treći i četvrti vodič pokrivaju ostatak mange i objavljeni su 2008. i 2014. godine. Ove knjige sadrže profile likova, vodiče za nindža tehnike i Kišimotove nacrte. Anime takođe ima vodiče. Sadrže informacije o produkciji serije i objašnjenja o dizajnu likova. Franšiza ima i dva fanbuka (fan antologije). Prvi, Secret: Writings from the Warriors Official Fanbook, izašao je 2002. godine, a drugi je izašao na desetogodišnjicu serije i sadrži ilustracije Naruta Uzumakija u stilu drugih mangaka, Kišimotovu kratku priču Karakuri, i intervju sa Kišimotom i Jošihirom Togašijem (tvorac mangi Hunter x Hunter i Yu Yu Hakusho).

### Kartaška igra
Kompanija Bandai je 2003. proizvela kartašku igru ove franšize. Igra se u dvoje, sa špilom od pedeset karata. Pobednik je onaj koji dobije deset „borilačkih nagrada“ ili duže zadrži svoj špil. Karte se prodaju u setovima, odnosno „serijama,“ sa po pedeset karata. Svaki set ima početni špil, podlogu, brojač i jedan nindža novčić od nerđajućeg čelika. Dodatne karte se mogu kupiti u setu od deset karata. Postoje setovi za kolekcionare koji imaju nekoliko dodatnih setova, spakovanih u posebne limene kutije. Zaključno sa oktobrom 2006. godine, postoji sedamnaest serija, sa 417 jedinstvenih karata. Deset od tih sedamnaest serija je avgusta 2008. pušteno na tržište u Severnoj Americi.

## Komercijalni uspeh
Manga ima preko 250 miliona prodatih kopija i zauzima četvrto mesto na bestseler listi svih vremena. Više od polovine tih kopija prodato je u Japanu, dok se ostatak širi na 46 država i regiona.
Februara 2015. godine, japanski dnevni list Asahi Shimbun je objavio da je Naruto nominovan za Kulturološku nagradu „Tezuka Osamu”. Kišimoto je naredne godine zauzeo prvo mesto na takmičenju za „Novajliju godine“ (Rookie of the Year) koje je priredila japanska Agencija za kulturu.
Naruto: Šipuden je više puta bio najgledanija serija u Japanu. Takođe je jedna od najprofitabilnijih serija za TV Tokyo.

## Prijem

### Manga
Mnogi kritičari su komentarisali balans između akcionih scena i priče; A.E. Sparou (IGN) i Kejsi Brienza (Anime News Network) su pohvalili taj balans, dok je Karl Kimlindžer (takođe Anime News Network), rekao da ima previše borbi koje stagniraju razvoj priče. Kimlindžeru se svideo dizajn likova i koreografija borbi. Rik Spandžers je rekao da kvalitet borbi zavisi od Kišimotove sposobnosti da crta akcione scene.. Havijer Lugo (Manga Life) se složio sa Rikom, rekavši za crteže da su „dramatični, uzbudljivi, i odlični za taj tip priče“.
Časopis Neo je za Narutovog lika rekao da je „zamoran,“ ali i da je serija „skoro pa bolesno zarazna“ baš zbog likova. Brijana Lorens je rekla da je razvoj likova u drugom delu učinio seriju zrelijom. Kejsi Brienza je u recenziji za 28. tom pohvalila drugi deo, uz komentar da ostali tomovi nisu uvek takvog kvaliteta.
Kritičarima su se svidele scene sa borbama u drugom delu, pogotovo između Naruta i Saskea. Pohvalili su koreografiju i crtež njihove poslednje borbe, dodajući da im se svidelo kako su obojica reagovali nakon što je borba bila gotova. Nekim kritičarima se nije svidela Kaguja. Smatraju da nije zanimljiv zlikovac, i da je zato poslednja borba između Naruta i Saskea ostavila bolji utisak. Finale serije je dobilo skoro savršenu ocenu na sajtovima Anime News Network i Comic Book Bin.
Go Ito, profesor odeljenja za mange na Politehničkom Univerzitetu u Tokiju, poredio je seriju sa mangom Zmajeva kugla, rekavši da obe mange imaju dobre crteže i trodimenzionalne pokrete koji odlično prikazuju borilački stil likova. Go smatra da su unutrašnji monolozi likova iz Naruta omogućili čitaocima da ih bolje razumeju.
Uticaj mange se može videti i u filmu Skot Pilgrim protiv sveta. Edgar Rajt, režiser filma je rekao da je bio inspirisan dinamičnim pozadinama koje nastanu kada neki lik uradi specijalnu tehniku. Mnoge mangake su čestitale Kišimotu kada se Naruto završio. Studio CyberConnect2 se postarao da borbe u Naruto igricama budu kao što ih je Kišimoto prikazao u mangi.
Japanska stanica TV Asahi je 2021. godine napravila anketu za najbolju mangu. Glasalo je 150.000 ljudi, i Naruto je na toj anketi zauzeo sedmo mesto.

### Anime
Anime adaptacija prvog dela Naruta je zauzela 38. mesto na IGN-voj listi za top 100 najboljih animiranih serija. TV Asahi je septembra 2005. godine sproveo anketu za najpopularniju seriju, na kojoj je Naruto zauzeo sedamnaesto mesto. Majk Hejl (The New York Times) je rekao za Naruta da je bolja dečja animirana serija od onih koje se emituju u Americi. Međutim, kritičari za T.H.E.M. Anime Reviews nisu bili zadovoljni animacijom; Kristina Karpenter smatra da anime nije dostojno prikazao Kišimotov stil, a Derik Taker je komentarisao da je animacija prosečna, ali da ima i solidnih scena. Kao i za mangu, neki kritičari, kao što su Teron Martin (Anime News Network) i već pomenuti Taker, smatraju da serija ima previše scena sa borbama. Doduše, Džastin Rič je rekao da su borbe najvažnije i najzabavnije scene u seriji. Kristina Karpenter je takođe rekla da joj se sviđaju likovi, ali i da su stereotipni. Hiroši Macujama (CyberConnect2) je rekao da mu je epizoda 133 jedna od omiljenih, kako zbog borbe između Naruta i Saskea, tako i zbog emocija nastalih zbog te scene.
Dejvid Džouns (Activeanime) je rekao da se animacija poboljšala u Naruto: Šipudenu. Anime News Network je takođe pohvalio adaptaciju drugog dela, rekavši da serija ima bolji balans između humorističnih i dramatičnih scena, kao i zanimljivije epizode koje nisu povezane sa glavnom pričom. Isprva se kritičarima nije svideo tempo prvih epizoda, ali su kasnije komentarisali da se interakcija između likova poboljšala. Čarls Solomon (Los Angeles Times) je na svojoj top 10 listi stavio Šipuden na treće mesto. Lik Naruta je 2011. godine zauzeo 29 mesto na listi za najbolje likove svih remena u Ginisovom izdanju za igrice.
Naruto je 2020. godine bio treća najgledanija serija u SAD-u.

### Tematika
Ejmi Plam je rekla da je Kišimoto verovatno dodao aluzije na japansku mitologiju u Naruta kako bi priči da veću dubinu. Kišimoto očekuje da fanovi dešifruju reference, izbegavajući tako potrebu da direktno objasni određene scene i motive. Jedan primer toga je Itači čije su tri nindža tehnike Cukujomi, Amaterasu i Susano-o nazvane po božanstvima iz Šintoizma. Plam je takođe primetila da je grb Učiha klana lepeza poznata u japanu kao ućiva, odnosno učiva. Ove lepeze u japanskoj mitologiji imaju sposobnost da teraju zlo. Saske kasnije u seriji saznaje da ima sposobnost da „oduva“ uticaj koji Devetorepa lisica ima na Naruta. Lisice (jap. kicune) su prevaranti u japanskoj mitologiji, i u nekim pričama mogu da zauzmu ljudski oblik. Plam je uporedila mit lisice sa Narutovom Devetorepom lisicom, kao i samim Narutom koji voli da pravi smicalice.
Kristofer Born je rekao da priča u Narutu sadrži mnoge tradicionalne vrednosti iz Konfučijanstva, i veruje da mange kao što su Naruto i Bleach mogu da pomognu studentima da razumeju Konfučijanstvo. Norman Melkor Mlađi je analizirao pozitivne i negativne ideje u Narutu tako što je uporedio koliko reči u mangi se odnosi na agresiju, a koliko na pozitivne ideale. Zaključio je da ima manje negativnih reči, kao i da se više prikazuje strateški deo nasilja, odnosno likovi često prave strategije da bi prebrodili nasilne situacije. Šeu Huej Gan smatra da serija ima „tradicionalne vrednosti“. Ona takođe poredi usamljenost Naruta, koji je na kraju uspeo da postane deo društva, sa likovima iz Akire i serije Neon Genesis Evangelion koji ostaju otuđeni.
Mnogi kritičari su za Naruta rekli da je priča o odrastanju. Psiholog Lorens Rubin je rekao da je priča prikladna za ljude svih uzrasta koji su prošli kroz slične scene kao u seriji, kao što su smrt voljene osobe ili otuđenost od društva. Jukari Fudžimoto, manga istraživač i profesor na Meidži Univerzitetu, rekao je da je priča konzervativnija u poređenju sa mangama kao što su One Piece i Air Gear, u smislu da mlađi likovi nakon perioda sazrevanja pokazuju poštovanje prema ljudima koji su ih odgajali i podučavali. Rik Spandžers smatra da je razlika između Saskea (samotnjaka) i Naruta (optimiste) tragična, rekavši da je kontrast između ideala ta dva lika srž priče: „Naruto je jači zbog ljudi koji ga vole, dok je Saske večno sam i obuzet osvetom.“ Omote Tomojuki primećuje da priča ima mnogo šala, ali da se njihova količina drastično smanjuje vremenom, pogotovo u drugom delu. Časopis Weekly Shōnen Jump je od 2003. godine počeo da izdaje humorističke naslove kao što su Gintama i Reborn!, pa Tomojuki veruje da je Naruto zbog toga prestao sa šalama, odnosno: „Naruto više nije morao da nas zasmejava.“
Fudžimoto smatra da se likovi u Narutu drže tradicionalnih rodnih uloga: „...kod takvih idela, muškarci su muškarci, a žene su žene, u smislu da se razlikuju po sposobnostima i strukama“. Na primer, ženski likovi su uspešniji od muških dok pohađaju Nindža Akademiju, ali „čim su se dečaci uozbiljili, devojke više nisu mogle da ih sustignu.“ Fudžimoto je primetio da takva sudbina nije zasmetala Sakuri, koju je sada Naruto prevazišao. Razvoj ženskih likova, kada ga ima, je takođe stereotipan: Cunade, na primer, je sredovečna žena sa velikim grudima koja je mnogim likovima kao majka. Ona uči Sakuru da postane medicinski nindža – karijera koja zahteva specijalne sposobnosti koje imaju samo žene, što opet doprinosi ideji da su žene u boju korisne samo kao doktori. I sama Cunade, koja ima veliki autoritet u seriji, prikazuje se na apsurdan način koji se ne odražava na muške likove. Fudžimoto veruje da fanovi najčešće mrze ženske likove iz Naruta baš zbog toga što su ovako prikazani.

## Stil trčanja izNaruta
„Naruto trk,“ odnosno „nindža trk,“ je stil trčanja koji praktikuju likovi iz serije. Podrazumeva da je osoba pognuta napred, sa rukama ispruženim iza leđa. Ovaj stil trčanja je postao popularan 2017. godine, kada su mnogi studenti i grupe širom sveta počele da kopiraju likove iz Naruta, pogotovo na godišnjicama serije. Meti Roberts je 27. juna 2019. godine okačio satirični događaj na Fejsbuku u kome je pozvao ljude da provale na Oblast 51, i dodao: „ako utrčimo kao Naruto, bićemo brži od njihovih metaka“. Ovo je ubrzo postao mim na internetu, pa su policajci Nevade i Američko ratno vazduhoplovstvo upozorili potencijalne učesnike da će ih takvo ponašanje dovesti u opasnost.

## Spoljašnji izvori
- Zvanični engleski vebsajt (језик: енглески)
- Naruto na zvaničnom sajtu  studija  (језик: јапански)
- Naruto na zvaničnom sajtu  kanala TV Tokyo (језик: јапански)